# Česká asociace horských vůdců
Česká asociace horských vůdců (ČAHV; anglicky Czech mountain guide association, CMGA) je česká národní asociace, která sdružuje a certifikuje Horské vůdce. Je členem Mezinárodní federace asociací horských vůdců (International Federation of Mountain Guides Associations, IFMGA/UIAGM/IVBV).
V Česku se alpinistická průprava horských vůdců upevňuje výcvikovým a hodnotícím kurzem, který trvá od přijetí po závěrečnou zkoušku 3 roky resp. maximálně 5 let. Výukový program se skládá z jednotlivých bloků kde každý frekventant skládá z těchto bloků zkoušky, výcvik pak pokračuje dílčí zkouškou aspirant horského vůdce. Po této zkoušce je pak každý aspirant povinen pracovat pod přímým a nebo nepřímým dohledem horského vůdce. Důvodem těchto aspirantských túr je po dobu minimálně jednoho roku získání zkušeností a praxe přímo při vedení hostů v terénu. Po této zkušební době a absolvovaní několika dalších bloků výuky je aspirant připraven vykonat závěrečnou zkoušku s titulem horský vůdce UIAGM.

## Historie vzniku ČAHV
• V roce 1998 ji založili Vít Novák, Ladislav Jirásko a Josef Šimůnek. První kontakty s tehdejším předsedou IFMGA Italem Carellem;
• V roce 2001 se sloučili organizace ČAHP a ČAHV;
• V roce 2002 vytvořil a představil Dušan Stuchlík systém vzdělávání českých horských vůdců na mezinárodním kongresu IFMGA v Bledu ve Slovinsku;
• V roce 2004 byla ČAHV přijata mezi kandidátské země IFMGA, a to na kongresu v polském Zakopaném ve Vysokých Tatrách. Jako partnerská země bylo určeno Rakousko, které prostřednictvím svých lektorů dohlíželo na první vzdělávací běh českých horských vůdců;
• V roce 2004 byl otevřen první výcvikový kurz. Na základě zkušeností a výborných referencí se ČAHV stala od roku 2006 plnoprávným členem UIAGM/IFMGA.  V roce 2011 se následně poprvé v historii UIAGM/IFMGA konala v České republice v Praze valná hromada UIAGM/IFMGA. Dlouhodobými partnery ČAHV, podporujícími činnost ČAHV, se staly Generali Investments, Direct Alpine, Hartmann a Svět outdooru.

## Seznam horských vůdců v Česku
| Jméno            | Aspirant od | Horský vůdce od |
| ---------------- | ----------- | --------------- |
| Branislav Adamec |             | 7/2010          |
| Tomáš Bardas     |             |                 |
| Janek Bednařík   |             |                 |
| Antonín Bláha    |             |                 |
| Miroslav Černo   |             |                 |
| Vojtěch Dvořák   |             | 7/2010          |
| Petr Giacintov   |             | 7/2010          |
| Jan Hais         |             | 09/2021         |
| Zdeněk Hák       |             | 7/2010          |
| David Knill      |             | 6/2012          |
| Miki Knižka      |             | 7/2010          |
| Viktor Kořízek   |             |                 |
| Peter Koteles    |             |                 |
| Roman Kozelka    | 7/2011      | 6/2012          |
| Libor Kožíšek    |             | 6/2012          |
| Karel Kříž       |             |                 |
| Martin Kyrc      | 7/2011      | 6/2012          |
| Radek Lienerth   |             |                 |
| Pavol Lutišan    |             |                 |
| Gabriel Mazur    |             |                 |
| Daniel Menšík    |             | 09/2021         |
| Josef Milfait    |             | 2008            |
| Josef Morávek    |             |                 |
| Ondřej Nádvorník |             |                 |
| Vít Novák        |             |                 |
| Jan Novotný      |             |                 |
| Petr Novotný     |             |                 |
| Lukáš Pálka      | 7/2011      | 6/2012          |
| Ladislav Petráš  |             | 09/2021         |
| Juráš Šefl       |             |                 |
| Josef Šimůnek    |             |                 |
| Dušan Stuchlík   |             |                 |
| Martin Šťourač   |             |                 |
| Jiří Švihálek    |             |                 |
| Ondřej Švihálek  |             |                 |
| Robert Vrlák     |             |                 |
| Jan Zahula       |             | 09/2021         |
| Antonín Volk     |             |                 |
| Ivan Žila        |             | 7/2010          |
| Pavel Žofka      |             | 7/2010          |

## Seznam Aspirantů na horského vůdce v Česku
- Petr Kejklíček, Radoslav Groh

## Nehody klientů s horskými vůdci
- 15. 3. 2014, Vysoké Tatry